# Albert Schaff
Albert Schaff (Parigi, 8 aprile 1885 – 21 aprile 1968) è stato un calciatore francese, di ruolo attaccante.

## Carriera

### Nazionale
Venne convocato dalla Nazionale francese B che partecipò ai Giochi olimpici del 1908, tuttavia non disputò l'unica partita giocata dalla sua Nazionale in quell'edizione.